# Armée nationale congolaise
Pour les articles homonymes, voir ANC.
 (octobre 2024).
Si vous disposez d'ouvrages ou d'articles de référence ou si vous connaissez des sites web de qualité traitant du thème abordé ici, merci de compléter l'article en donnant les références utiles à sa vérifiabilité et en les liant à la section « Notes et références ».
 (février 2012).
L'Armée nationale congolaise (ANC) est une force armée congolaise.
Elle tire son origine de l'ancienne armée dite Force publique du Congo (FPC), abolie par celui qui deviendra Premier Ministre du premier gouvernement après l'indépendance au doux soleil du 30 juin 1960. Patrice Lumumba en 1960 lors de la mutinerie de la Force Publique, s'opposant à rester toujours inférieure aux colons, décidera de créer un nouvel imaginaire congolais en mettant fin au nom de l'armée qui l'arrimait sans doute aux ordres coloniaux.
Elle ne dure que 10 ans et devient les Forces armées zaïroises (FAZ) en 1971 sous le maréchal Mobutu Sese Seko.
En 2003, à la suite de la seconde guerre du Congo, le gouvernement de transition, dans le cadre de l'accord de Sun City, organise la mise en place d'une nouvelle armée nationale, restructurée et intégrée, qui prend pour dénomination Forces armées de la République démocratique du Congo  (FARDC).

## Histoire

### Création

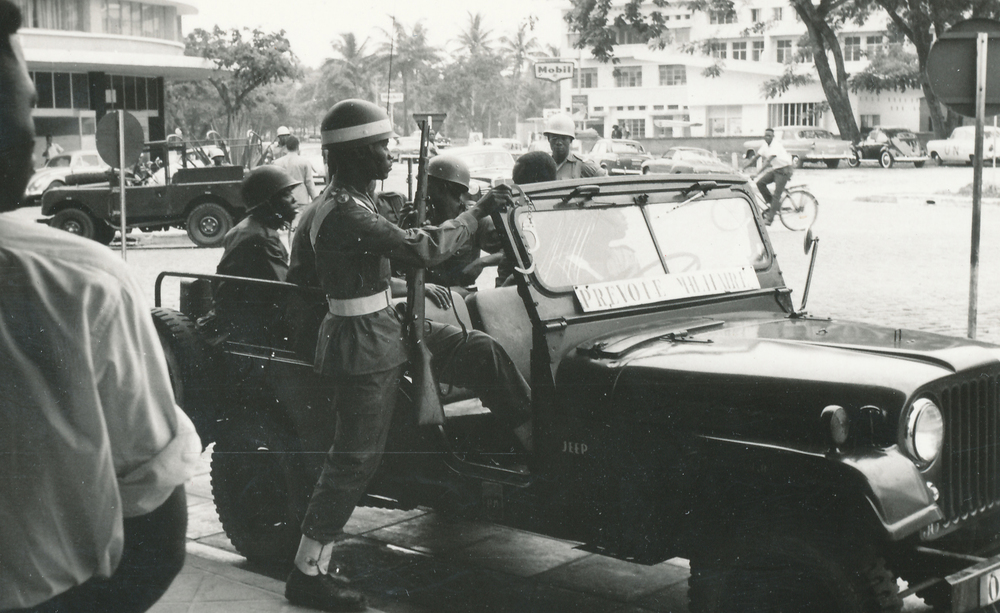
Des policiers militaires de l'ANC à Léopoldville en 1960.

L'Armée nationale congolaise commence le 4 juillet 1960, au lendemain de l'indépendance. Le commandant en chef de la Force publique, le général Émile Janssens, déclare aux militaires présents à une parade militaire : « Après l'indépendance est égal à avant l'indépendance pour la force publique ». Ceci provoqua le même jour une mutinerie difficile à contenir : des européens furent malmenés partout dans le territoire, tandis qu'au Katanga et au Sud-Kasaï, Moïse Tshombé et Barthélemy Mukenge (en) se préparaient à lancer leur indépendance. À Léopoldville l'ordre public n'existait plus (pillages, saccages, meurtres,...), ce qui amena Lumumba à convoquer immédiatement le commandant en chef, puis à le révoquer sous prétexte qu'il n'avait plus la capacité de donner des ordres aux mutins (soldats congolais). Les cadres militaires belges, dont certains furent maltraités, rentrèrent massivement en Belgique le 7 juillet 1960 laissant l'armée sans chefs. 

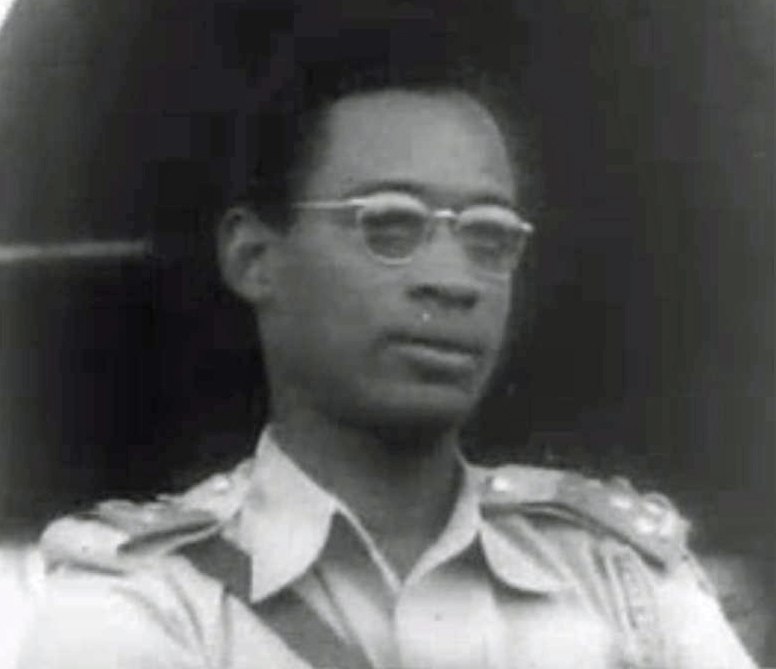
Le colonel Mobutu en septembre 1960.

Pour mettre fin à cette mutinerie, Lumumba changea le nom de la Force Publique en Armée nationale congolaise (ANC), puis procéda à la nomination de nouveaux cadres autochtones. Victor Lundula fut nommé général et commandant en chef de l'ANC, et Joseph Désiré Mobutu, colonel et commandant en second, et plusieurs autres furent nommés à des postes qui étaient réservés auparavant aux seuls européens.

### 1963: rébellion
Vers 1963 une rébellion frappe la RDC, provoquée par un ancien compagnon de Lumumba exilé, Pierre Mulele.

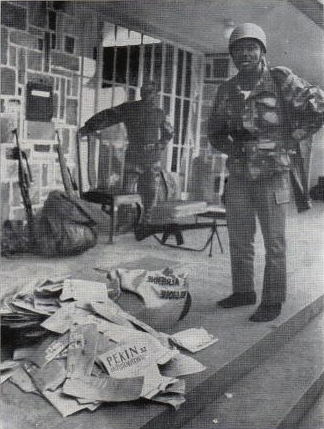
Des soldats de l'ANC engagés contre la rébellion Simba, décembre 1964.

Personne ne semble donner le moral aux soldats, il a fallu attendre 1964 pour élire un nouveau premier ministre : Tshombé qui revient de son exil et ainsi arrivèrent les mercenaires belges et la rébellion fut poussée et exterminée et le pays souffla de nouveau.

### 1965: coup d'État
Le 24 novembre 1965, l'armée revient en scène, une crise politique éclata depuis quelques mois entre les partisans de Tshombé et ceux de Joseph Kasavubu, et profitant du chaos qui régnait alors pour révoquer le Président, son premier ministre, et le parlement, et le haut commandement militaire, donna cinq ans de pouvoir à Mobutu.

### Lutte contre les mercenaires
Voyant sa dette trop lourde pour dédommager les mercenaires, Mobutu entreprit une lutte contre les mercenaires qui se sont révoltés, c'est ainsi qu'il vient à bout de ceux qui ont jadis aidé le pays à se débarrasser de la rébellion.

### Renommage
C'est en 1971 qu'il décidera de renommer l'armée, lui donnant le nom de Forces armées zaïroises.